# 集市广场
集市广场是用于交易和开办集市的广场。在中世纪的欧洲，集市广场是城市的商业中心地带。世界各地许多城镇均有集市广场。

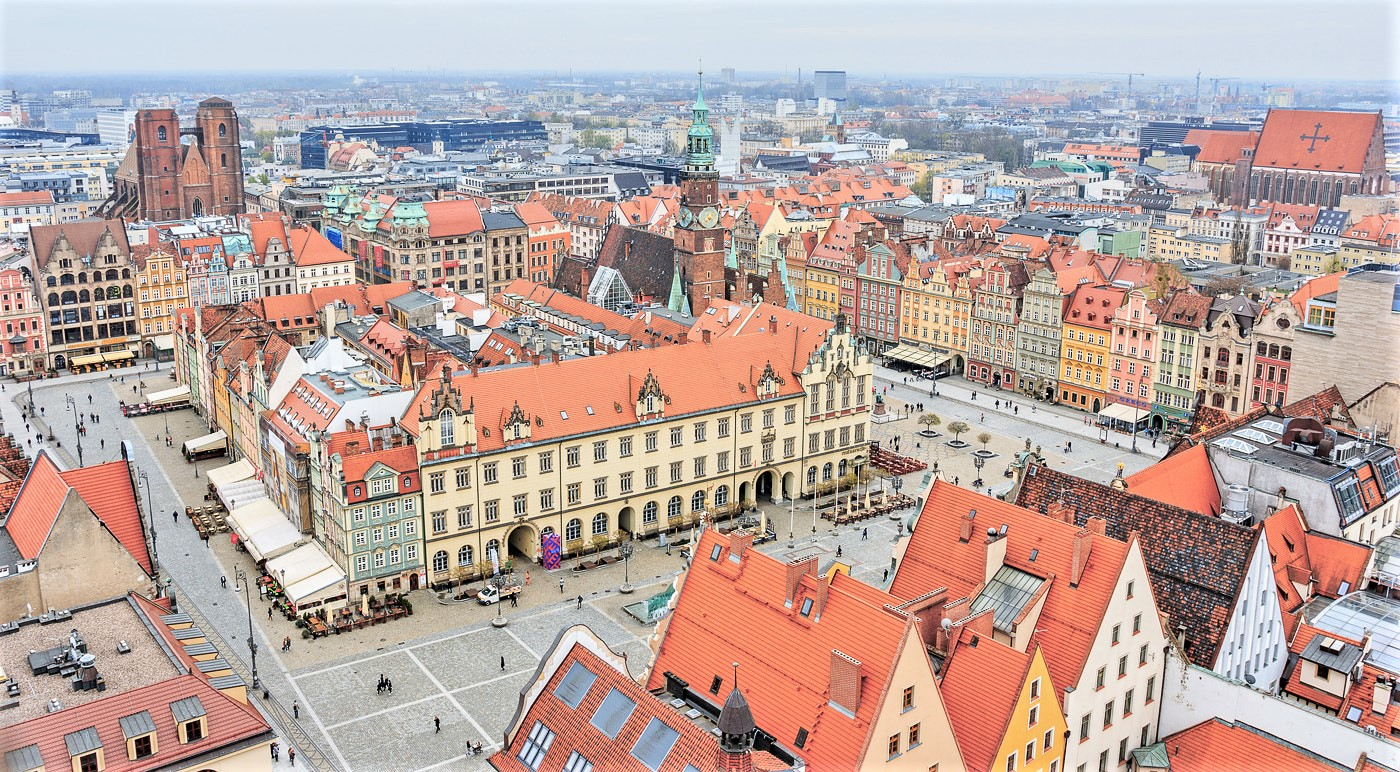
波兰弗罗茨瓦夫的中央集市广场
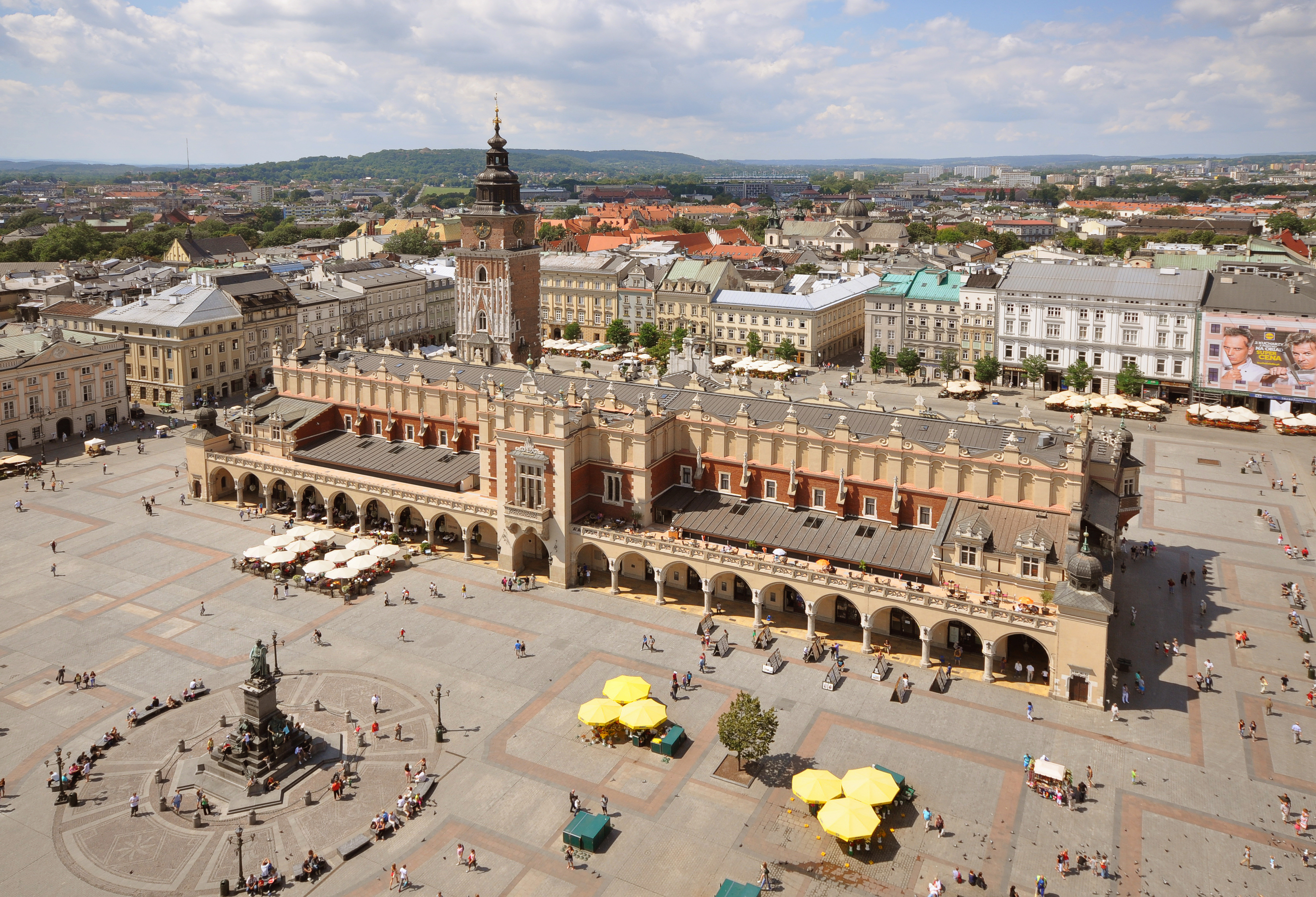
波兰克拉科夫的中央集市广场
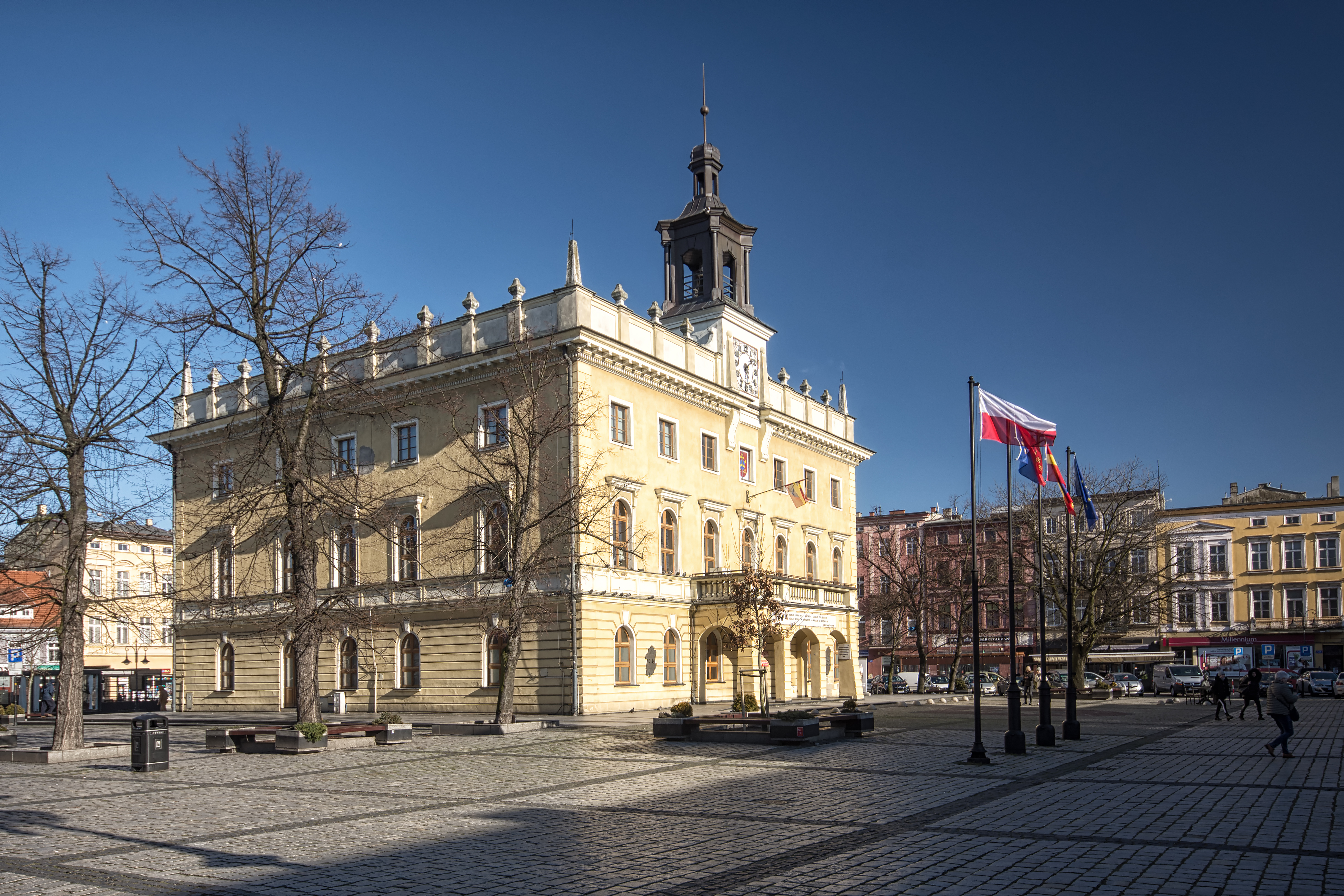
波兰大波蘭地區奧斯特魯夫的集市广场
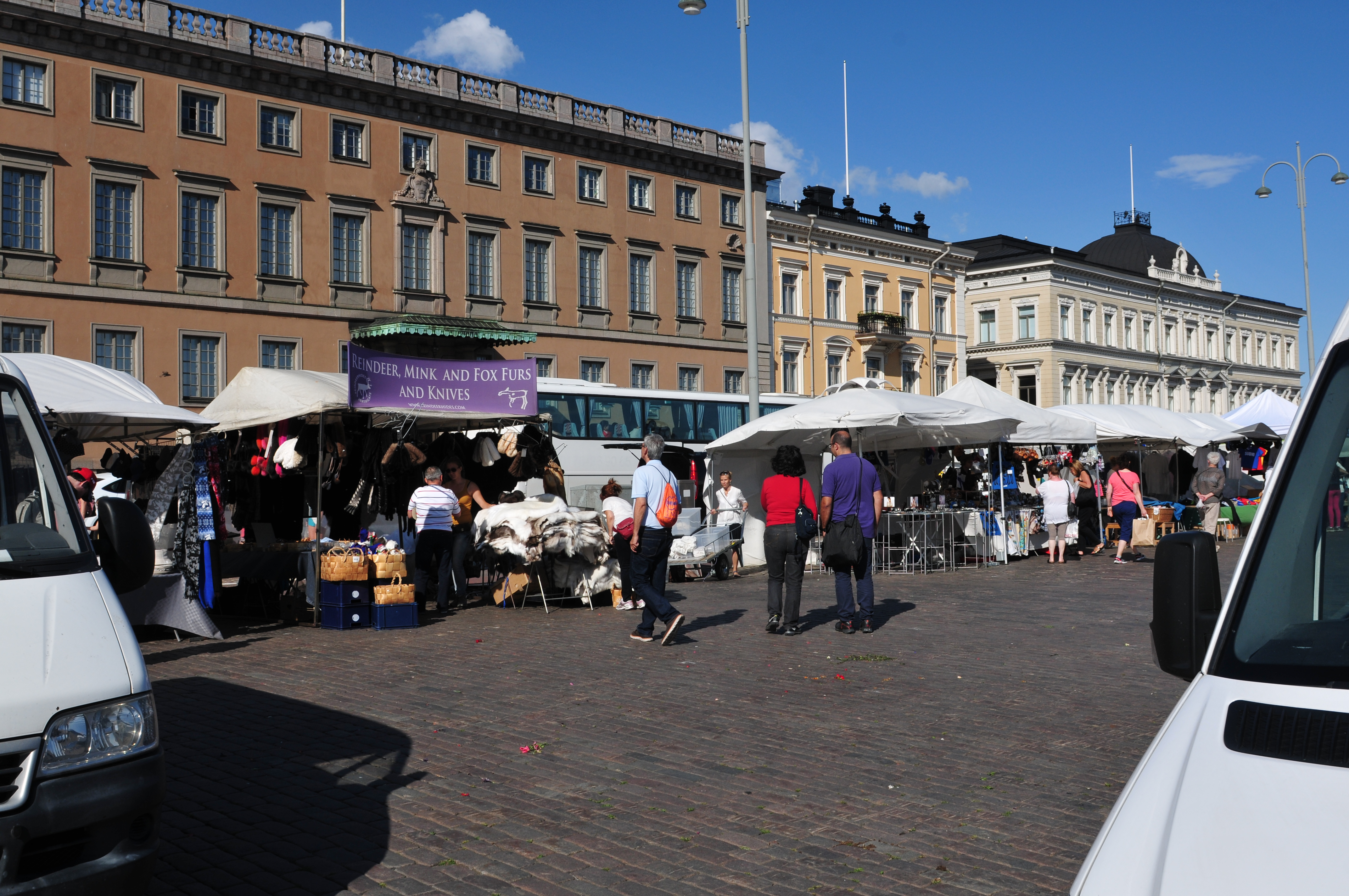
芬兰赫尔辛基集市广场
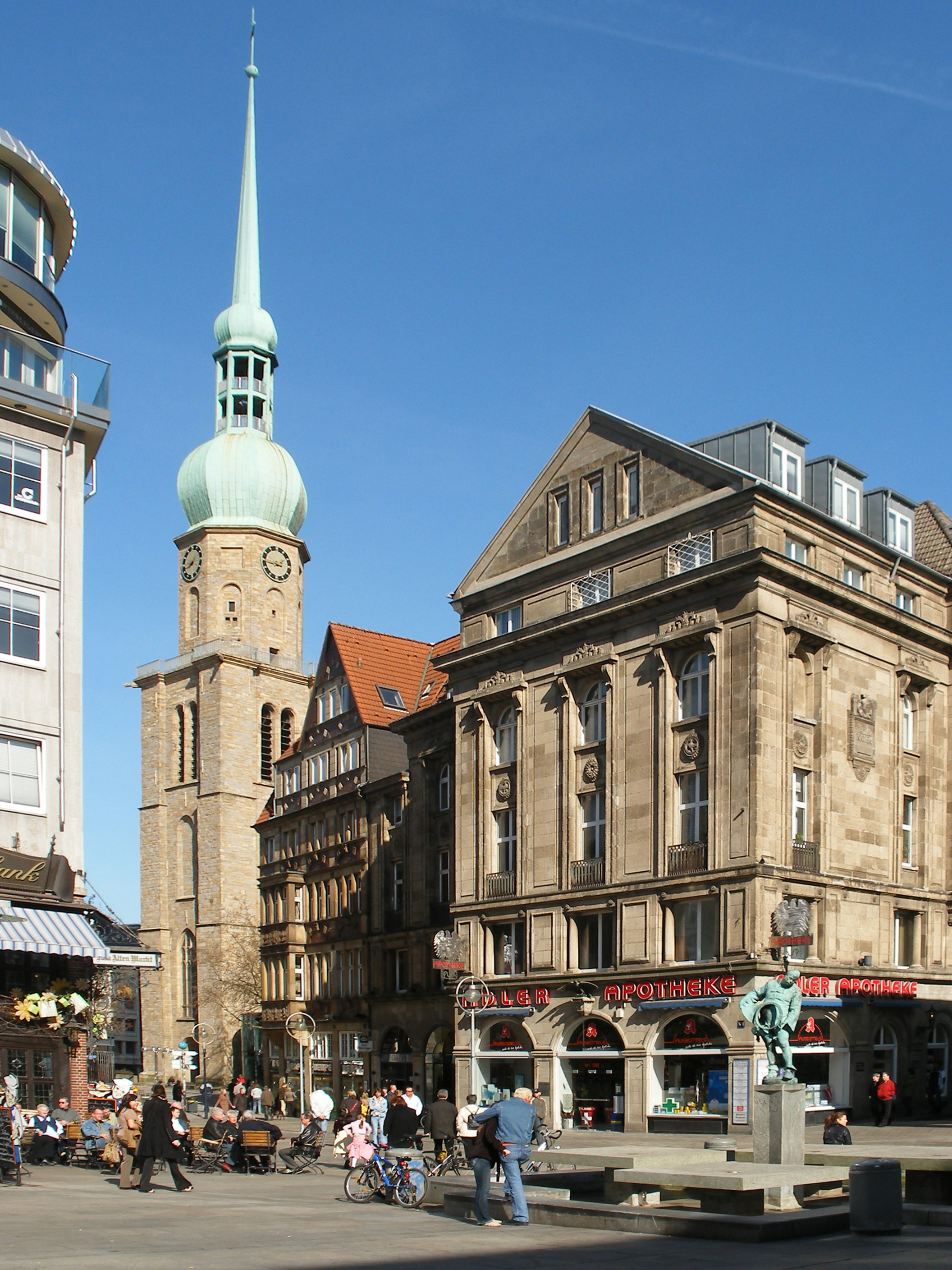
德国多特蒙德的旧市场（德语：Alter Markt (Dortmund)）
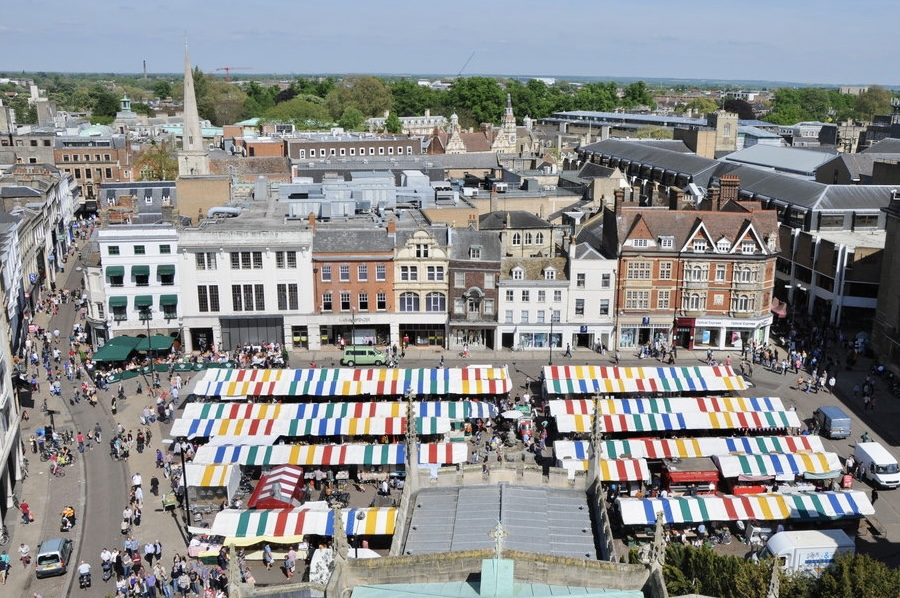
英格兰劍橋的集市广场
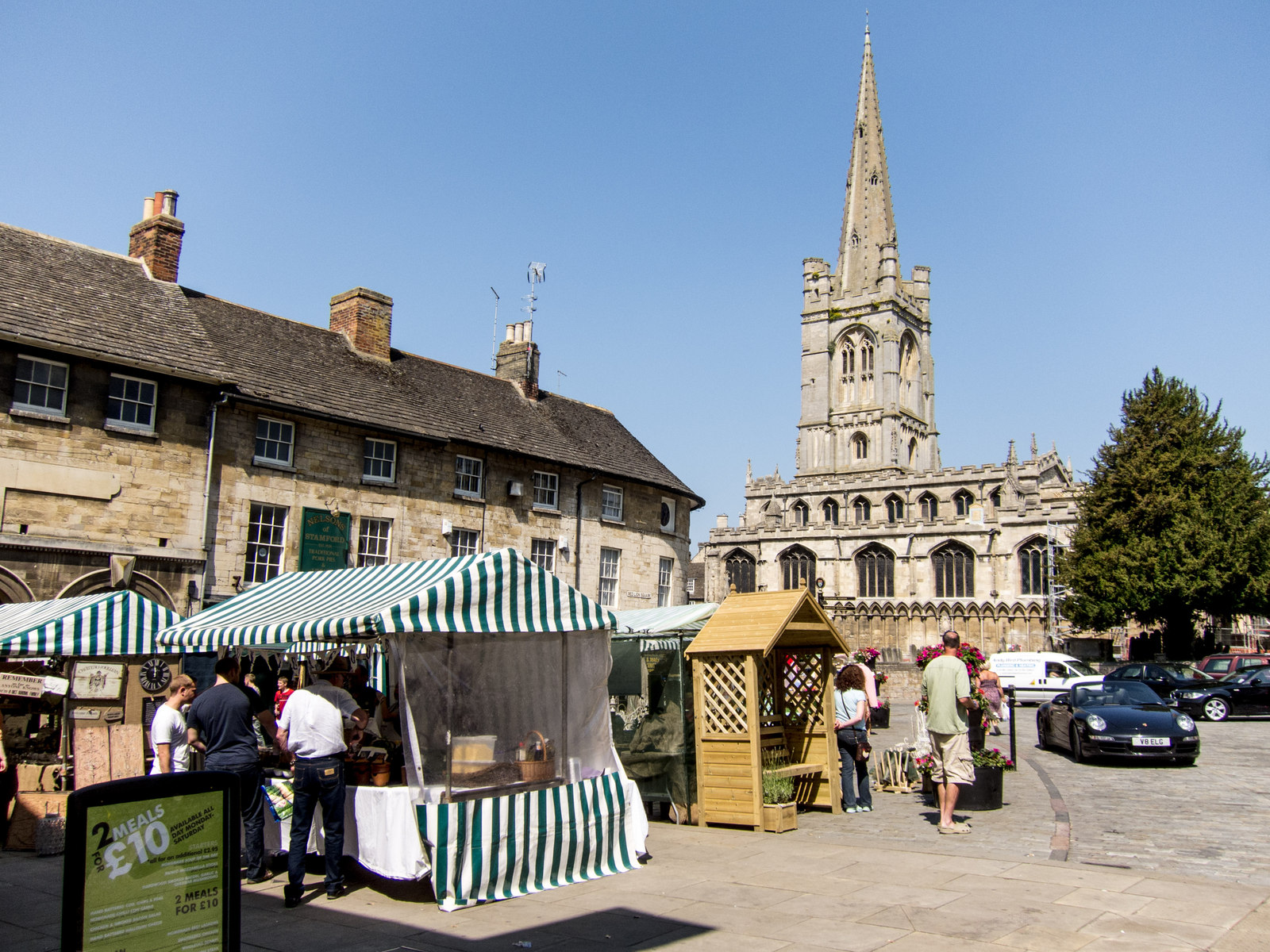
英格兰斯坦福的集市广场
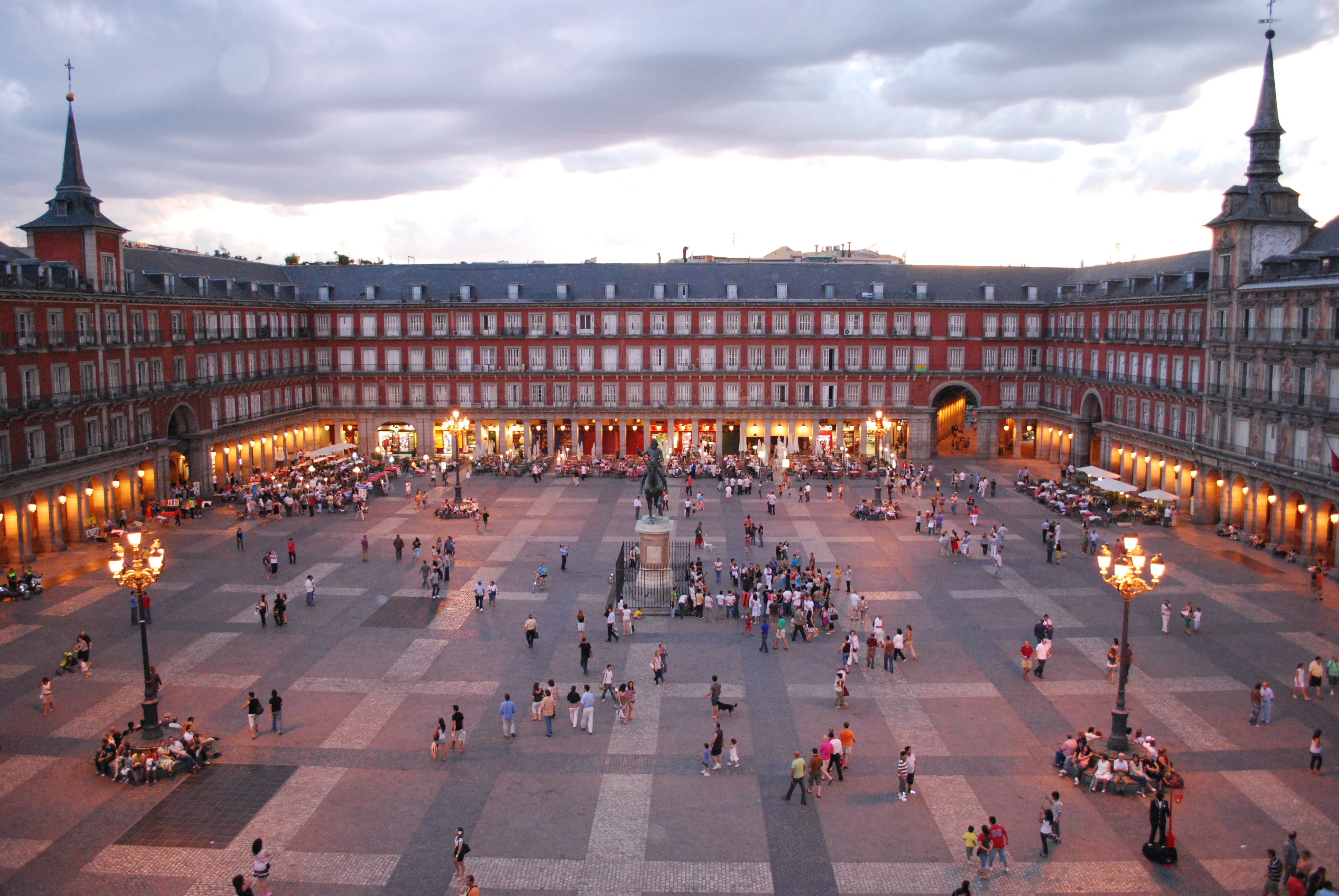
西班牙马德里的集市广场